# Surrey (Jamaica)
Surrey Jamaica három megyéje közül a legkisebb, területe 2 009,3 km2.
Surrey megye parókiái:
- (11) Kingston
- (12) Portland
- (13) Saint Andrew
- (14) Saint Thomas

Surrey (sárgával) elhelyezkedése Jamaicában.

| Surrey megye     |                  |              |           |               |
| Száma a térképen | Parókia          | Területe km² | Népesség  | Főváros       |
| 11               | Kingston Parókia | 21,8         | 96 052    | Kingston      |
| 12               | Portland         | 814,0        | 80 205    | Port Antonio  |
| 13               | Saint Andrew     | 430,7        | 555 828   | Half Way Tree |
| 14               | Saint Thomas     | 742,8        | 91 604    | Morant Bay    |
|                  | Surrey megye     | 2 009,3      | 823 689   |               |
|                  | Jamaica összesen | 10 990,5     | 2 607 631 | Kingston      |